# Плезант-Геп (Пенсільванія)
Плезант-Геп (англ. Pleasant Gap) — переписна місцевість (CDP) в США, в окрузі Сентр штату Пенсільванія. Населення — 2945 осіб (2020).

## Географія
Плезант-Геп розташований за координатами 40°52′3″ пн. ш. 77°44′38″ зх. д. / 40.86750° пн. ш. 77.74389° зх. д. (40.867380, -77.743784).  За даними Бюро перепису населення США в 2010 році переписна місцевість мала площу 4,21 км², уся площа — суходіл.

## Демографія
Згідно з переписом 2010 року, у переписній місцевості мешкало 2879 осіб у 1198 домогосподарствах у складі 794 родин. Густота населення становила 684 особи/км².  Було 1238 помешкань (294/км²).
Расовий склад населення:
| - 95,7 % — білих - 1,9 % — чорних або афроамериканців - 1,0 % — азіатів - 0,2 % — корінних американців |

До двох чи більше рас належало 1,3 %. Частка іспаномовних становила 0,8 % від усіх жителів.
За віковим діапазоном населення розподілялося таким чином: 23,9 % — особи молодші 18 років, 63,9 % — особи у віці 18—64 років, 12,2 % — особи у віці 65 років та старші. Медіана віку мешканця становила 36,9 року. На 100 осіб жіночої статі у переписній місцевості припадало 96,1 чоловіків;  на 100 жінок у віці від 18 років та старших — 94,1 чоловіків також старших 18 років.
Середній дохід на одне домашнє господарство  становив 60 213 долари США (медіана — 56 339), а середній дохід на одну сім'ю — 66 322 долари (медіана — 58 295). За межею бідності перебувало 6,7 % осіб, у тому числі 8,2 % дітей у віці до 18 років та 0,0 % осіб у віці 65 років та старших.
Цивільне працевлаштоване населення становило 1530 осіб. Основні галузі зайнятості: освіта, охорона здоров'я та соціальна допомога — 36,6 %, мистецтво, розваги та відпочинок — 10,8 %, науковці, спеціалісти, менеджери — 10,2 %.